# Нецер, Калин Питер
Калин Питер Нецер (рум. Călin Peter Netzer; род. 1 мая 1975, Петрошани, Хунедоара, Румыния) — румынский кинорежиссёр.

## Биография
Кэлин Питер Нецер родился 1 мая 1975 года в Петрошани, Румыния. В 1983 году его семья эмигрировала в Германию, где он и вырос. После окончания школы Нецер вернулся в Румынию и с 1994 по 1999 год изучал кинорежиссуру в Академии театра и кино в Бухаресте. После создания ряда короткометражных фильмов, Нецер дебютировал в 2003 году полнометражным фильмом «Мария», который получил специальный приз молодёжного жюри Международного кинофестиваля в Локарно. Его третий фильм, семейная драма «Поза ребёнка», получил «Золотого медведя» на 63-м Берлинском международном кинофестивале. Фильм был отобран от Румынии на соискание премии «Оскар» 2014 года в категории за «лучший фильм на иностранном языке».
Четвёртая полнометражная режиссёрская работа Нецера 2017 года, драма «Ана, любовь моя», был отобран для участия в основной конкурсной программе 67-го Берлинского международного кинофестиваля.

## Награды
- Кавалер ордена «За верную службу» (20 марта 2013 года)[7]